# Mannia pilosa
Mannia pilosa, auch Halbkugeliges Grimaldimoos oder Gebirgs-Grimaldimoos genannt, ist eine Lebermoos-Art aus der Familie Aytoniaceae. Ein Synonym ist Grimaldia pilosa (Hornem.) Lindberg.

## Merkmale
Der Thallus ist lappig, 2 bis 4 Millimeter breit und 1 bis 2 Zentimeter lang, oben hellgrün bis graugrün und fein gefeldert, unten rotbraun und mit großen rötlichen, halbkreisförmigen und in spitzen Zipfeln endenden Bauchschuppen besetzt, die über den Thallusrand oft etwas hervorstehen. Das Thallus-Grundgewebe ist nur wenig entwickelt, das Assimilationsgewebe nimmt etwa zwei Drittel der Thallusdicke ein und ist in zahlreiche Kammern gegliedert. Die emporgehobenen Atemöffnungen sind von mehreren Kreisen mit je 5 bis 7 Zellen umgeben. Antheridienstände befinden sich an ventral entspringenden Seitensprossen. Archegonienstände sind mit einem bis etwa 2 Zentimeter langen, mit hellen Schuppen besetzten Träger emporgehoben; das halbkugelige Köpfchen enthält 2 bis 4 Sporogone. Die braunen, gefelderten Sporen sind etwa 60 bis 90 Mikrometer groß.

## Standortansprüche und Verbreitung
Das Moos kommt in Europa und im nördlichsten Nordamerika vor. In Mitteleuropa ist es in höheren Lagen der Alpen zu finden, jedoch selten. Es wächst auf Erde über Kalkfelsen.